# Preuschdorf
Preuschdorf is een gemeente in het Franse departement Bas-Rhin (regio Grand Est) en telde op 1 januari 2022 891 inwoners.

## Geschiedenis
Preuschdorf maakte deel uit van het arrondissement Wissembourg tot dit op 1 januari 2015 fuseerde met het arrondissement Haguenau tot het huidige arrondissement Haguenau-Wissembourg. Op 22 maart van datzelfde jaar ging ook het kanton Wœrth, waar de gemeente onder viel, op in het op die dag gevormde kanton Reichshoffen.

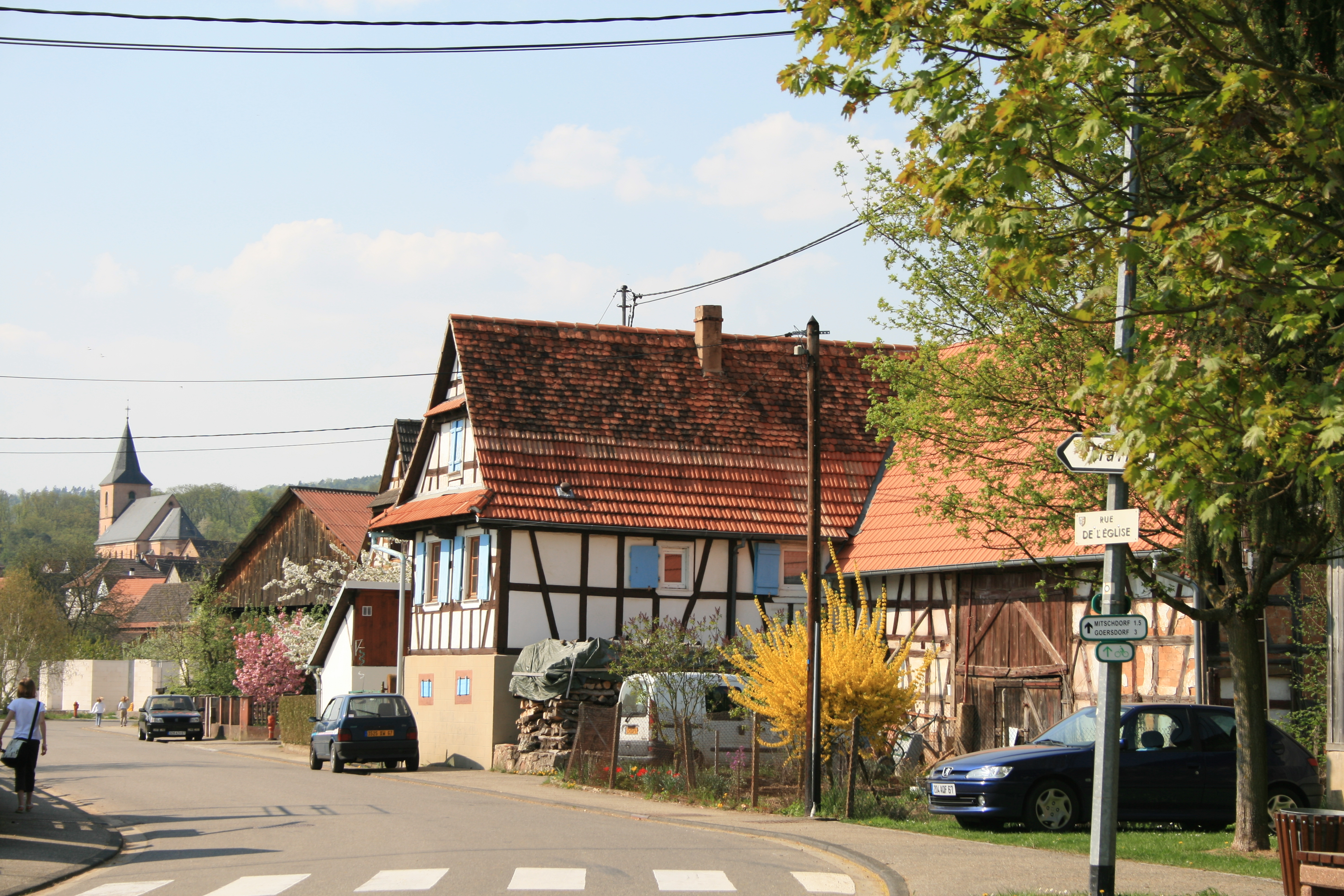
Preuschdorf

## Geografie
De oppervlakte van Preuschdorf bedraagt 7,5 km², de bevolkingsdichtheid is 123,5 inwoners per km².

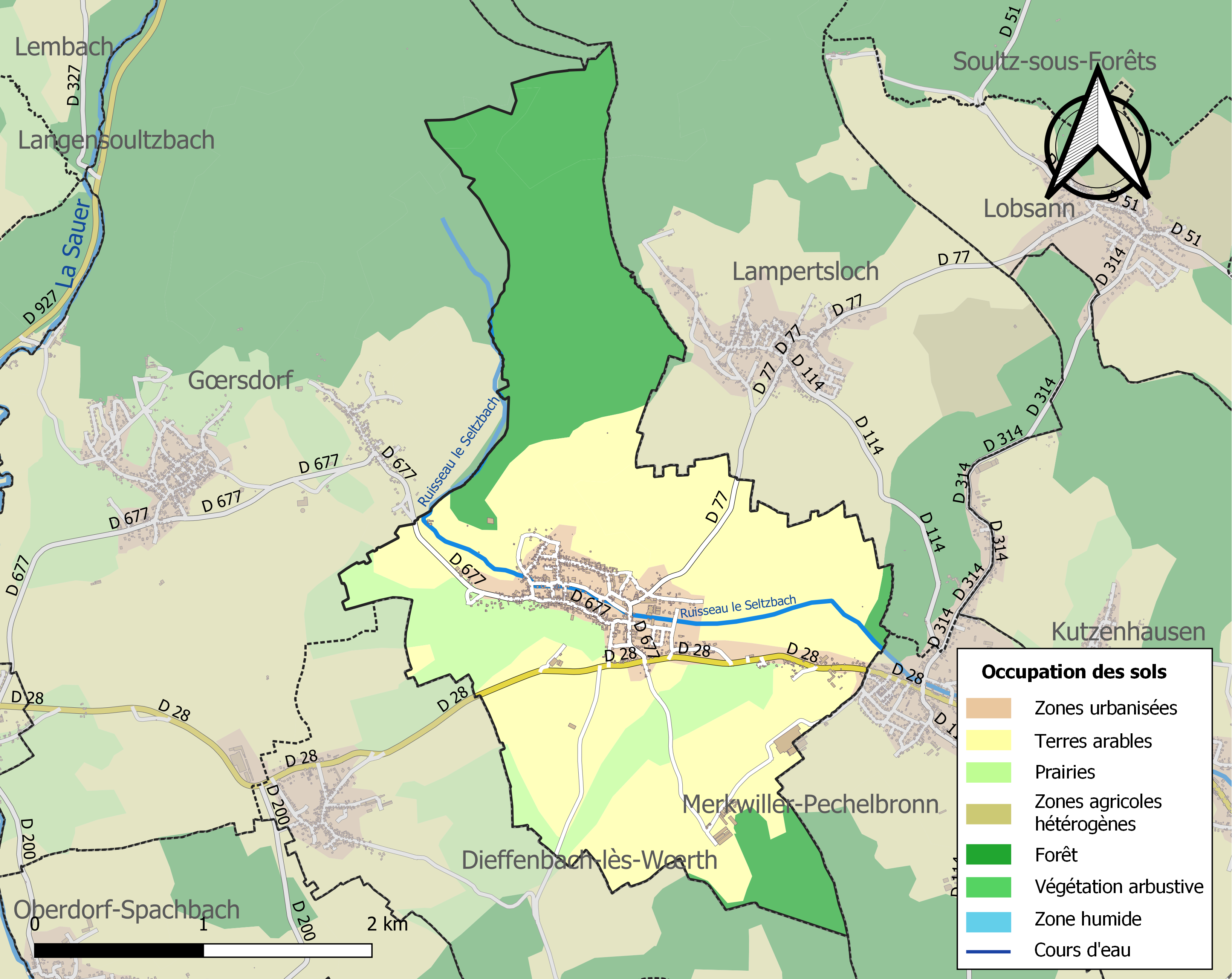
Kaart van de gemeente met de belangrijkste infrastructuur, bodemgebruik en omliggende gemeenten

## Demografie
Onderstaande figuur toont het verloop van het inwonertal (bron: INSEE-tellingen).